# Castagnole delle Lanze
Castagnole delle Lanze là một đô thị ở tỉnh Asti vùng Piedmont thuộc Ý, nằm ở vị trí cách khoảng 50 km về phía đông nam của Torino và khoảng 15 km về phía nam của Asti. Tại thời điểm ngày 31 tháng 12 năm 2004, đô thị này có dân số 3.711 người và diện tích là 21.4 km².
Đô thị Castagnole delle Lanze có các frazioni (các đơn vị trực thuộc, chủ yếu là các làng) Annunziata, Carossi, Farinere, Olmo, Rivella, San Bartolomeo, San Grato, San Defendente, San Rocco, San Pietro, Santa Maria, Valle Tanarovà Val Bera.
Castagnole delle Lanze giáp các đô thị: Castiglione Tinella, Coazzolo, Costigliole d'Asti, Govone, Magliano Alfieri và Neive.